# Moisés Valle
Moisés Valle "Yumurí" (29 juillet 1965-) est un musicien cubain. Il a créé son groupe Yumurí y sus Hermanos en septembre 1992
et a aussi chanté avec son frère Orlando Valle "Maraca".